# Матч за звание чемпионки мира по шахматам 2025
Матч за звание чемпионки мира по шахматам 2025 прошёл в Шанхае и Чунцине с 1 по 16 апреля 2025 года. Претендентка, победительница турнира претенденток 2024 года, 16-я чемпионка мира Тань Чжунъи оспаривала звание чемпионки мира у действующей, 17-й чемпионки мира Цзюй Вэньцзюнь. Обе спортсменки ранее встречались в матче за звание чемпионки мира в 2018 году.
По итогам 9 игр Цзюй Вэньцзюнь защитила титул чемпионки мира, одержав досрочную победу в матче со счётом 6½:2½. Эта победа сделала Цзюй пятой шахматисткой, пять раз одерживавшей победу в чемпионских матчах.

## Турнир претенденток
Турнир претенденток прошёл в апреле 2024 года в канадском городе Торонто. В турнире приняли участие следующие спортсменки:
| Способ отбора                                                 | Участник                         | Рейтинг¹ | Рейтинг¹ | Возраст |
| Способ отбора                                                 | Участник                         | Пункты   | Место    | Возраст |
| ------------------------------------------------------------- | -------------------------------- | -------- | -------- | ------- |
| Проигравшая в матче за звание чемпионки мира по шахматам 2023 | Лэй Тинцзе                       | 2550     | 4        | 27      |
| Двое лучших в Гран-При ФИДЕ 2022-23 среди женщин              | Екатерина Лагно (победитель)     | 2542     | 6        | 34      |
| Двое лучших в Гран-При ФИДЕ 2022-23 среди женщин              | Александра Горячкина (2-е место) | 2553     | 3        | 25      |
| Трое лучших в Кубке мира по шахматам среди женщин 2023        | Нургюл Салимова (2-е место)      | 2432     | 36       | 20      |
| Трое лучших в Кубке мира по шахматам среди женщин 2023        | Анна Музычук (3-е место)         | 2520     | 8        | 34      |
| Двое лучших в Большой швейцарке 2023 среди женщин             | Рамешбабу Вайшали (победитель)   | 2475     | 15       | 22      |
| Двое лучших в Большой швейцарке 2023 среди женщин             | Тань Чжунъи (2-е место)          | 2521     | 7        | 32      |
| Наивысший рейтинг на январь 2024 года                         | Хампи Конеру                     | 2546     | 5        | 37      |

¹) рейтинги даны на апрель 2024 года.

Сыграв в последнем туре вничью с Анной Музычук и набрав 9 очков из 14, победу в турнире одержала китайская шахматистка Тань Чжунъи. Тем самым она получила право сыграть в матче за звание чемпионки мира с Цзюй Вэньцзюнь.

## Предыстория
Обе участницы уже встречались между собой в чемпионском матче 2018 года. Действующая на тот момент чемпионка мира Тань Чжунъи защищала свой титул в матче с претенденткой, победительницей Гран-при ФИДЕ среди женщин 2015—2016 годов Цзюй Вэньцзюнь. Победу в матче одержала Цзюй, став новой, 17-й чемпионкой мира. С тех пор Цзюй непрерывно владеет этим титулом, подтверждая его как в нокаут-турнире того же 2018 года, так и в чемпионских матчах 2020 и 2023 годов против россиянки Александры Горячкиной и китаянки Лэй Тинцзе соответственно.

## Матч

### Регламент
В матче были предусмотрены 12 партий с классическим контролем времени. Первые 6 партий прошли в Шанхае, оставшиеся 3 партии прошли в Чунцине (там же был запланирован и тай-брейк). Для победы одной из участниц было необходимо набрать 6½ очков — в этом случае оставшиеся партии не играются. Если же после 12 партий счёт оставался равным (6:6), то был предусмотрен тай-брейк в быстрые шахматы.
Призовой фонд матча составлял 500 тысяч евро. Чемпионка получила 60 % от этой суммы, победив в классических партиях, и 55 % получила бы в случае победы на тай-брейке.

### Расписание
Официальное расписание матча:
| Дата      | День недели | Событие                                            |
| --------- | ----------- | -------------------------------------------------- |
| 1 апреля  | вторник     | Прибытие в Шанхай                                  |
| 2 апреля  | среда       | Церемония открытия                                 |
| 3 апреля  | четверг     | Партия № 1                                         |
| 4 апреля  | пятница     | Партия № 2                                         |
| 6 апреля  | воскресенье | Партия № 3                                         |
| 7 апреля  | понедельник | Партия № 4                                         |
| 9 апреля  | среда       | Партия № 5                                         |
| 10 апреля | четверг     | Партия № 6                                         |
| 11 апреля | пятница     | Переезд в Чунцин                                   |
| 13 апреля | воскресенье | Партия № 7                                         |
| 14 апреля | понедельник | Партия № 8                                         |
| 16 апреля | среда       | Партия № 9                                         |
| 17 апреля | четверг     | Партия № 10                                        |
| 19 апреля | суббота     | Партия № 11                                        |
| 20 апреля | воскресенье | Партия № 12                                        |
| 21 апреля | понедельник | Тай-брейк (если необходимо) или церемония закрытия |
| 22 апреля | вторник     | Церемония закрытия (если был тай-брейк)            |

### Таблица матча
| 1                | Цзюй Вэньцзюнь   | 2561             | ½                                | 0                                | 1                                | ½                                | 1                                | 1                                | 1                                | 1                                | ½                                |  | 5    | 1    | 3    | 6½   |  |  |  |
| 2                | Тань Чжунъи      | 2555             | ½                                | 1                                | 0                                | ½                                | 0                                | 0                                | 0                                | 0                                | ½                                |  | 1    | 5    | 3    | 2½   |  |  |  |
|                  |                  |                  |                                  |                                  |                                  |                                  |                                  |                                  |                                  |                                  |                                  |  |      |      |      |      |  |  |  |
| Ссылки на партии | Ссылки на партии | Ссылки на партии | Партия № 1 в базе chessgames.com | Партия № 2 в базе chessgames.com | Партия № 3 в базе chessgames.com | Партия № 4 в базе chessgames.com | Партия № 5 в базе chessgames.com | Партия № 6 в базе chessgames.com | Партия № 7 в базе chessgames.com | Партия № 8 в базе chessgames.com | Партия № 9 в базе chessgames.com |  | Итог | Итог | Итог | Итог |  |  |  |
| ECO (дебюты)     | ECO (дебюты)     | ECO (дебюты)     | B40                              | A29                              | B40                              | A13                              | B42                              | A15                              | B40                              | C28                              | B30                              |  | Итог | Итог | Итог | Итог |  |  |  |
| Дата             | Дата             | Дата             | 03.04                            | 04.04                            | 06.04                            | 07.04                            | 09.04                            | 10.04                            | 13.04                            | 14.04                            | 16.04                            |  | Итог | Итог | Итог | Итог |  |  |  |